# 나종호

## 생애
나종호는 대한민국에서 자랐다. 어린 시절부터 타인의 감정에 민감했던 그는, 고등학교 시절부터 심리학에 관심을 가지기 시작했다. 이후 서울대학교 심리학과에 입학하여 학사 과정을 이수하였고, 학문적으로 인간의 마음과 행동에 대한 체계적인 탐구를 이어갔다. 심리학 학부 시절에도 그는 자신의 정신적 어려움에 대해 고민하며, 단순한 이론 이상의 치유와 돌봄의 방법을 모색하게 되었다.
서울대학교 의학전문대학원에 진학한 나종호는 본격적으로 의사의 길에 들어섰다. 그러나 군대 복학 후 시작된 불안 증세는 의대 재학 시절에도 그를 놓아주지 않았다. 강의실에서 질문을 받으면 머리가 하얘지고, 발표 중에는 입술이 떨리고 얼굴이 붉어지는 등의 증상이 일상적으로 나타났다. 스스로도 전문가의 도움이 필요하다는 것을 알고 있었지만, 한국 사회의 시선과 낙인으로 인해 정신과 진료를 받는 것이 쉽지 않았다고 고백한다. 이 시기의 경험은 그가 향후 정신과 의사로서 환자를 대할 때 더욱 깊은 공감과 이해를 갖게 하는 기반이 되었다.
의사 면허를 취득한 이후 그는 미국으로 유학길에 올랐다. 메이요 클리닉(Mayo Clinic)과 뉴욕대학교(NYU)에서 정신과 레지던트 과정을 수료하면서 그는 본격적으로 임상 정신의학 분야에 진입하였다. 이후 예일대학교에서 중독정신의학을 중심으로 펠로우 과정을 수료하고, 예일대 정신의학과 조교수로 임용되었다. 이 과정에서 그는 미국 내 다양한 정신질환 치료 현장을 경험하였고, 특히 자살 충동 및 중독, 트라우마 분야에 대해 깊은 전문성을 쌓게 되었다.
그는 예일대학교 소속이지만 한국과 미국을 오가며 학술 활동과 임상 연구를 병행하고 있다. 특히 한국의 높은 자살률 문제에 주목하며, 자살 예방을 위한 임상·정책적 접근에 큰 관심을 두었다. 이러한 맥락에서 그는 하버드대학교 보건대학원에서 공중보건학 석사(MPH) 과정을 추가로 이수하며, 보다 거시적인 관점에서 정신 건강 문제를 바라보는 법을 익혔다. 그의 연구는 단순한 개인 치료를 넘어 사회 구조와 환경이 정신 건강에 어떤 영향을 주는지를 분석하는 데 초점을 맞추고 있다.
그는 미국국립정신보건원(NIMH)과 미국 중독정신의학회, 미 보훈부 등으로부터 다수의 연구 지원과 상을 수상했으며, 예일대학교에서도 우수 연구자로서의 명성을 쌓았다. 지금까지 그가 발표한 국제 학술 논문과 교과서 기고는 90여 편이 넘으며, PTSD, 자살 예방, 총기 보관, 노인 정신 건강 등 다양한 분야를 망라한다.

## 견해
나종호는 정신건강의학과 전문의이자 학자로서, 자살 예방과 정신 건강 증진이라는 주제를 중심에 두고 의료와 사회를 연결하는 활동을 이어가고 있다. 그는 자살 문제를 단순히 개인의 선택이나 심리적 약점으로 보지 않고, 사회 구조와 환경이 긴밀히 얽힌 복합적 현상으로 이해한다. 나 교수는 자살을 “한 사람의 고통이자 공동체가 함께 마주한 과제”로 규정하며, 그것이 단지 개인의 의지로 결정되는 사건이 아니라, 선택지의 부재와 극단적인 상황 속에서 비롯된 반응일 수 있다고 분석한다. 이러한 접근은 자살 예방을 위한 관점의 전환을 요청하며, 사회 전체가 정신적 고통에 더 민감하고 책임감 있게 반응해야 한다는 방향성을 제시한다.
그는 자살 충동을 느끼는 사람들의 말과 행동 속에는 여전히 살고자 하는 의지가 남아 있으며, “죽고 싶다”는 표현은 종종 도움을 요청하는 신호라고 본다. 임상 경험을 통해 그는 자살 시도 직후 환자들이 보이는 다양한 감정과 그 이후의 회복 가능성에 주목한다. 특히 자살 시도가 충동적으로 이루어지는 경우가 많다는 연구 결과를 토대로, 그 짧은 시간 동안 개입할 수 있는 체계가 갖춰져야 한다고 강조한다. 그는 정신건강 응급실 확대와 같은 대응 체계를 통해 이 '결정적 시간'에 안전하게 개입할 수 있어야 한다는 점을 분명히 하며, 사회적 안전망의 정비가 자살 예방의 핵심임을 주장한다.
또한 그는 정신과 치료에 대한 사회적 낙인과 편견이 여전히 존재하고 있으며, 이로 인해 많은 이들이 필요한 시점에 치료를 받지 못하고 있다고 지적한다. 본인의 경험을 바탕으로 그는 “괜찮지 않아도 괜찮다”는 메시지를 전하며, 정신적 어려움을 조기에 인식하고 이를 외부에 공유할 수 있는 문화가 조성되어야 한다고 말한다. 나 교수는 특히 SNS를 통한 비교와 자기검열, 과도한 경쟁이 정신 건강에 미치는 영향을 경계하며, 개인의 회복력뿐 아니라 사회 전반의 정서적 건강이 함께 고려되어야 한다고 본다.
그의 견해는 국가 차원의 제도적 대응에 대해서도 분명한 방향을 갖고 있다. 한국의 높은 자살률은 단순한 통계가 아니라, 의료 접근성, 정책적 우선순위, 사회적 인식 등 여러 요소가 복합적으로 작용한 결과라고 보며, 이에 대한 체계적인 대응이 필요하다고 주장한다. 그는 노르웨이의 'Zero Suicide Vision'이나 일본의 ‘자살대책기본법’ 등 국가 주도의 구조적 접근 사례를 들어, 한국도 유사한 전략과 리더십을 갖출 필요가 있다고 본다. 특히 자살을 줄이는 것이 단순한 복지 차원이 아니라, 인구 문제나 사회적 비용 절감 등 여러 측면에서 실질적 영향을 미칠 수 있다는 점을 강조하며, 이를 위해 예산 확대와 정신건강 인프라 확충이 동반되어야 한다는 입장을 밝히고 있다.
나 교수는 자살 유가족에 대한 접근 역시 변화가 필요하다고 본다. 자살이라는 죽음을 둘러싼 사회적 침묵과 유가족의 자책은 또 다른 고통을 유발할 수 있으며, 오히려 고인을 추억하고 이야기할 수 있는 분위기가 유가족의 회복에 도움이 된다고 말한다. 그는 자신의 경험을 통해, 고인을 둘러싼 추억을 함께 나누는 것이 가장 인간적인 애도이며 위로가 될 수 있다고 본다. 이러한 시선은 자살을 둘러싼 사회적 태도를 보다 따뜻하고 개방적인 방향으로 전환할 수 있는 실마리를 제공한다.
또한 그는 ‘극단적 선택’이라는 완곡어 사용에 대해 문제를 제기한다. 자살이라는 용어가 지닌 현실적인 무게를 외면해서는 문제의 본질을 제대로 다룰 수 없으며, ‘선택’이라는 표현이 자살의 본질을 오해하게 만들 수 있다고 본다. 그는 자살을 자발적인 결정이 아닌, 극심한 절망 속에서 대안이 사라진 결과로 인식해야 하며, 이를 통해 자살자와 유가족 모두에게 더 따뜻하고 덜 가혹한 사회적 시선을 형성할 수 있다고 본다.
그의 이러한 견해와 활동은 개인적인 경험과 임상 현장의 사례, 그리고 다양한 학문적 연구에 근거하고 있으며, 단지 의료 전문가의 목소리에 그치지 않고 사회 전반에 대한 참여와 제안을 담고 있다. 나종호는 정신과 의사로서 사람들의 내면에 귀 기울이고, 고통을 공감하며, 적절한 타이밍에 손을 내미는 사회가 되어야 한다고 믿는다. 자살 예방이란 단지 생명을 구하는 차원을 넘어서, 그 사람이 이 사회에서 계속 살아갈 수 있다는 믿음을 확인시키는 과정이며, 공동체 전체가 함께 지향해야 할 가치임을 그의 활동은 조용히 강조하고 있다.